# Eucalyptus racemosa
Eucalyptus racemosa là một loài thực vật có hoa trong Họ Đào kim nương. Loài này được Cav. mô tả khoa học đầu tiên năm 1797.

## Hình ảnh

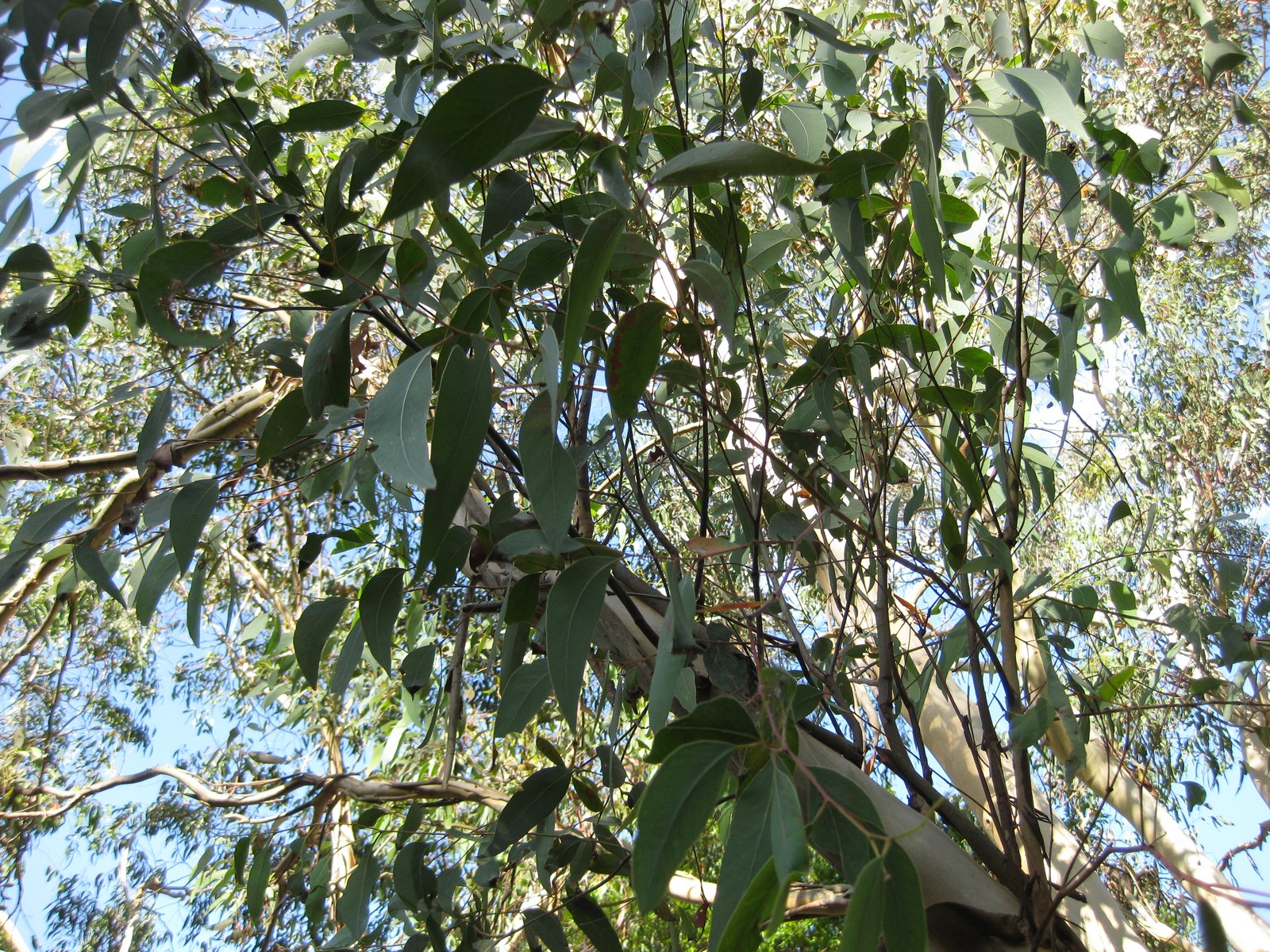
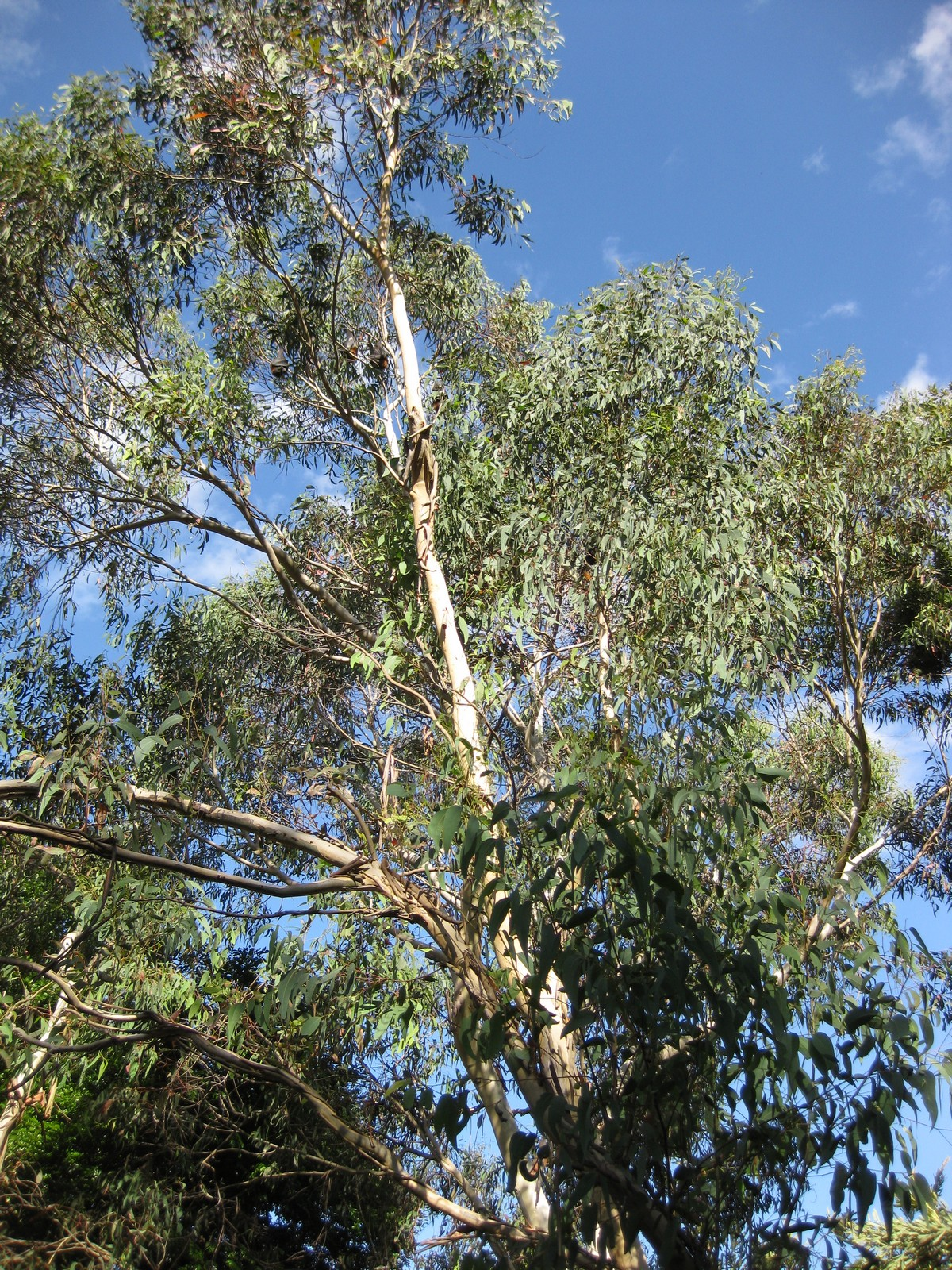
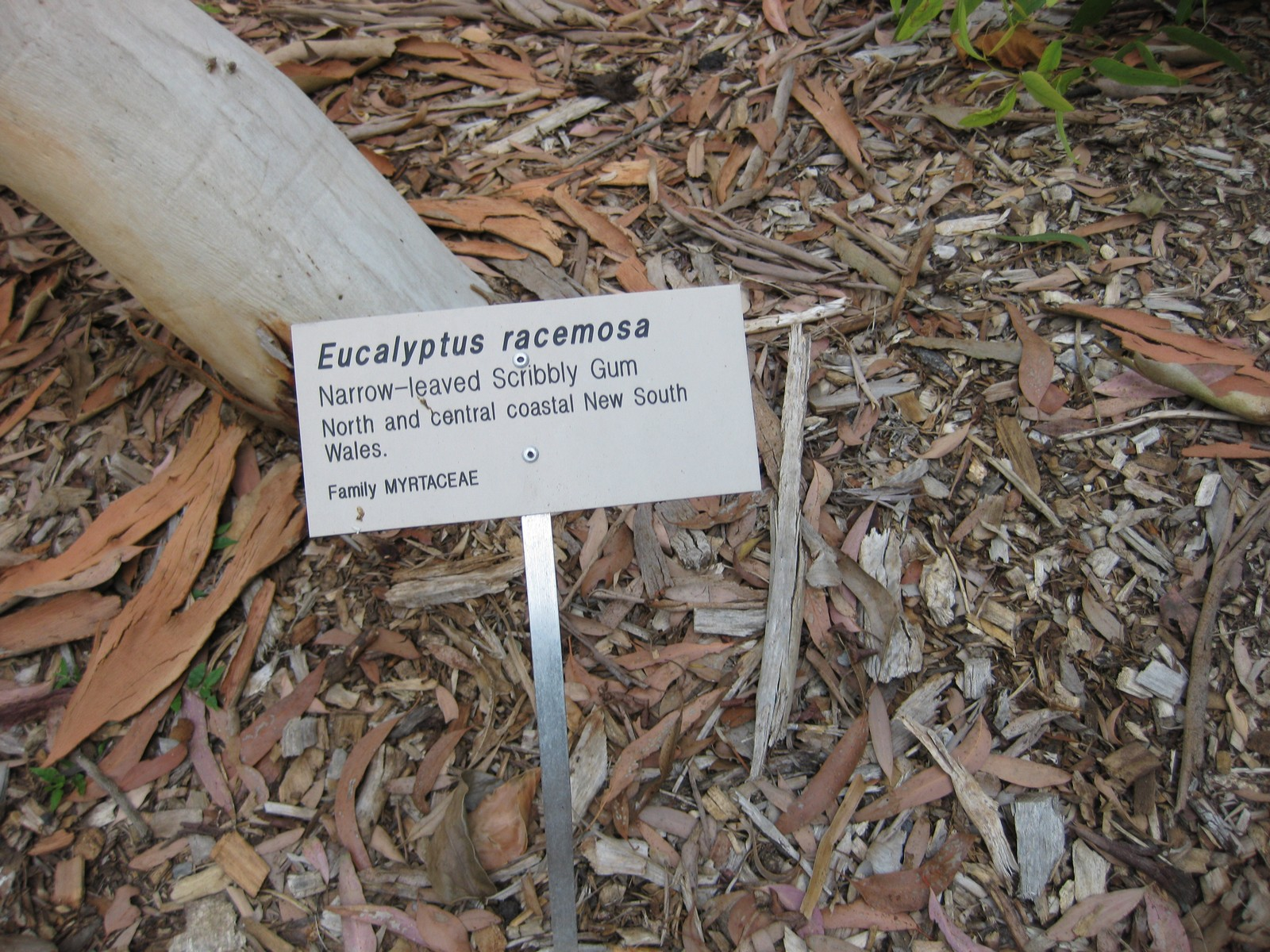